# Rimella (plaats)
Rimella is een gemeente in de Italiaanse provincie Vercelli (regio Piëmont) en telt 129 inwoners (31-12-2004). De oppervlakte bedraagt 29,0 km², de bevolkingsdichtheid is 4 inwoners per km².

## Demografie
Rimella telt ongeveer 78 huishoudens. Het aantal inwoners daalde in de periode 1991-2001 met 27,2% volgens cijfers uit de tienjaarlijkse volkstellingen van ISTAT.
| Jaar | Inwoneraantal |
| ---- | ------------- |
| 1991 | 195           |
| 2001 | 142           |

## Geografie
Rimella grenst aan de volgende gemeenten: Bannio Anzino (VB), Calasca-Castiglione (VB), Cravagliana, Fobello, Valstrona (VB).